# هوارد أوستين
هوارد أوستين (بالإنجليزية: Howard Austen)‏ هو مدير التصوير ‏ أمريكي، ولد في 28 يناير 1929 في نيويورك في الولايات المتحدة، وتوفي في 22 سبتمبر 2003 في لوس أنجلوس في الولايات المتحدة بسبب سرطان.